# Mohamed Aujar
Mohamed Auajjar, né en 1959 à Targuist, province d'Al Hoceima au Maroc, est un homme politique marocain.

## Biographie

### Enfance et éducation
Mohamed Auajjar est licencié de droit à l'université Mohammed Ier d'Oujda.

### Vie professionnelle
Secrétaire général adjoint du Syndicat national de la presse marocaine (SNPM), il est aussi président de la Commission de la formation dans l'ancien bureau du syndicat.
Il est également membre fondateur du Club de la presse marocaine.
Il est directeur de l'hebdomadaire arabophone Achourouq Al maghribia.
Il est également président du centre « Achourouq » pour la démocratie les médias et les droits de l'Homme.
M. Auajjar est nommé le 24 mai 2011 Membre du Conseil Supérieur de la Communication Audiovisuelle (HACA),.

### Carrière politique
Membre du bureau politique du RNI, il est l'une des personnalités fortes du Rassemblement national des indépendants (RNI). Il a été notamment le directeur du journal Al Mithak ou Al Mithaq Al Watani, le journal du RNI.
Il est le ministre délégué aux Droits de l'homme dans le gouvernement Abderrahman El Yousoufi. Il est nommé ministre chargé des Droits de l'Homme dans le gouvernement Driss Jettou le 7 novembre 2002.
Le 5 avril 2017, il est nommé ministre de la Justice dans le gouvernement El Othmani jusqu'au remaniement du 9 octobre 2019,. 

### Vie familiale
Mohamed Aujjar est marié et père de trois enfants.

## Action de médiation
Mohamed Auajjar est intervenu lors d'une médiation politique en janvier 2007 aux Comores.
Il est observateur de l'Organisation internationale de la francophonie des élections présidentielles en Mauritanie du 18 juillet 2009.
Il participe aux « Rencontres sur les pratiques constitutionnelles et politiques en Afrique : les dynamiques récentes ». (Cotonou, 29-30 septembre et 1er octobre 2005.)
Il est l'émissaire de la Fondation arabe pour la démocratie (FAD) présidée par l'épouse de l'émir du Qatar, en Mauritanie en 2008 pour une mission de médiation.
Il préside la deuxième séance de la rencontre Forum sur les droits de l’Homme dans le monde arabe qui se tient, lundi 22 février 2010 à Doha sous le thème de la « dignité humaine », avec la participation d’une soixantaine d’experts représentant plusieurs pays et Organisations, dont le Maroc.
Mohamed Auajjar représente le Maroc aux côtés de Khalid Naciri à la 9e édition du forum des médias arabes, organisée sous le signe « la mobilité des médias arabes : développer le contenu pour renforcer les prestations ».
Mohamed Auajjar a fait partie de la mission francophone d’observation de l’élection présidentielle en Guinée du 27 juin 2010.
Le 22 août 2020, il est nommé éminent expert indépendant de la Mission d’enquête sur la Libye (FFML),.